# 姆巴亞克羅省
7°28′N 4°20′W / 7.467°N 4.333°W

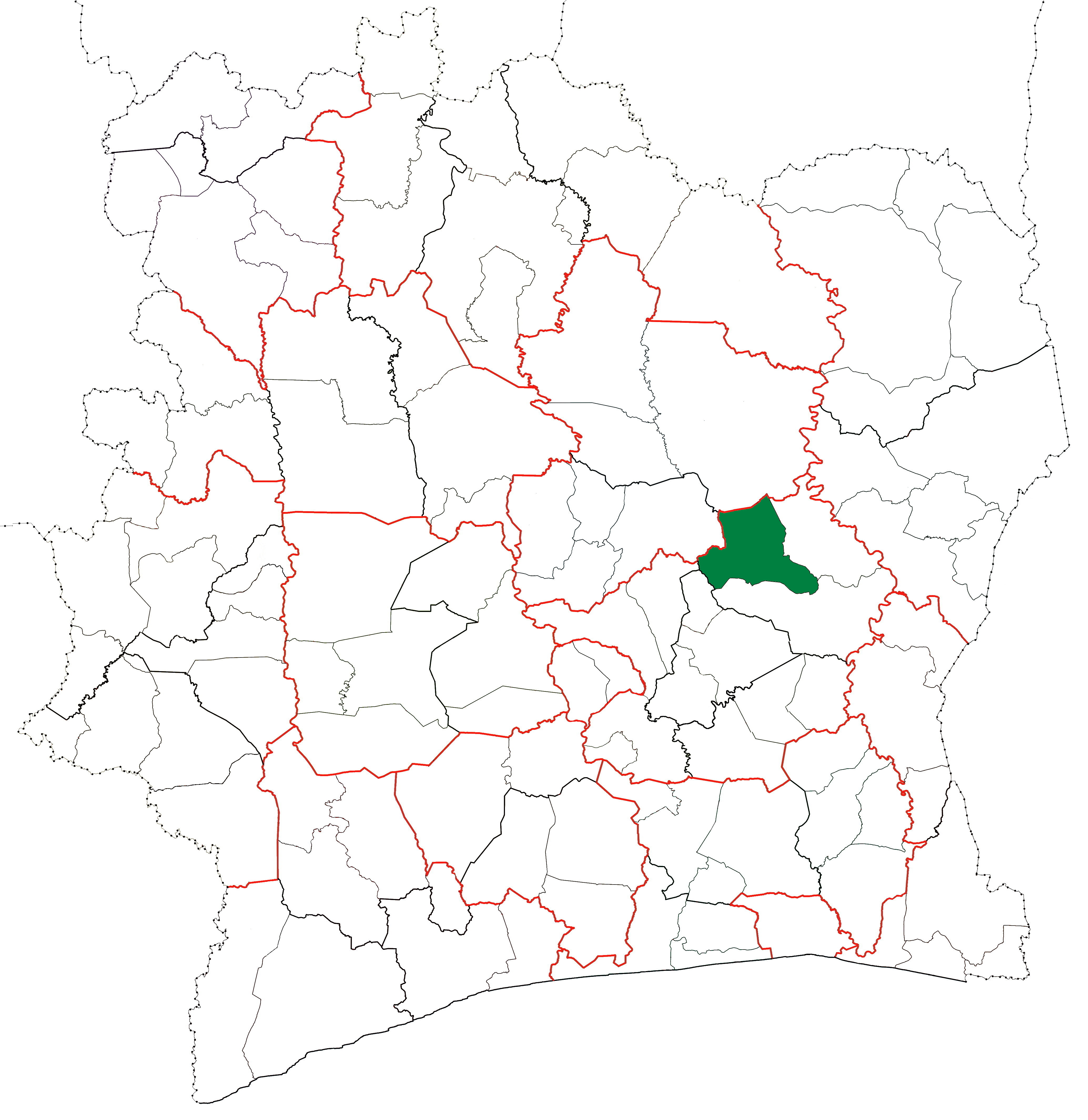

姆巴亞克羅省（M'Bahiakro Department），是科特迪瓦的省份，位於該國中部湖泊區，由伊富大區負責管轄，東面是普里克羅省，成立於1988年，2014年該省份人口79,768。